# McLaren MP4/5
O MP4/5 e MP4/5B é o modelo da McLaren das temporadas de 1989 e 1990 da F-1 respectivamente. 
Condutores: Ayrton Senna, Alain Prost e Gerhard Berger. Senna e Prost conduziram o MP4/5 em 1989 e Senna e Berger o ' MP4/5B em 1990.
A equipe conquistou com o MP4/5 o Mundial de Pilotos (Prost) e de Construtores em 1989 e com o MP4/5B o Mundial de Pilotos (Senna) e de Construtores em 1990.

## Cronologia do McLaren MP4/5
1989 - MP4/5: Ayrton Senna e Alain Prost
1990 - MP4/5B: Ayrton Senna e Gerhard Berger

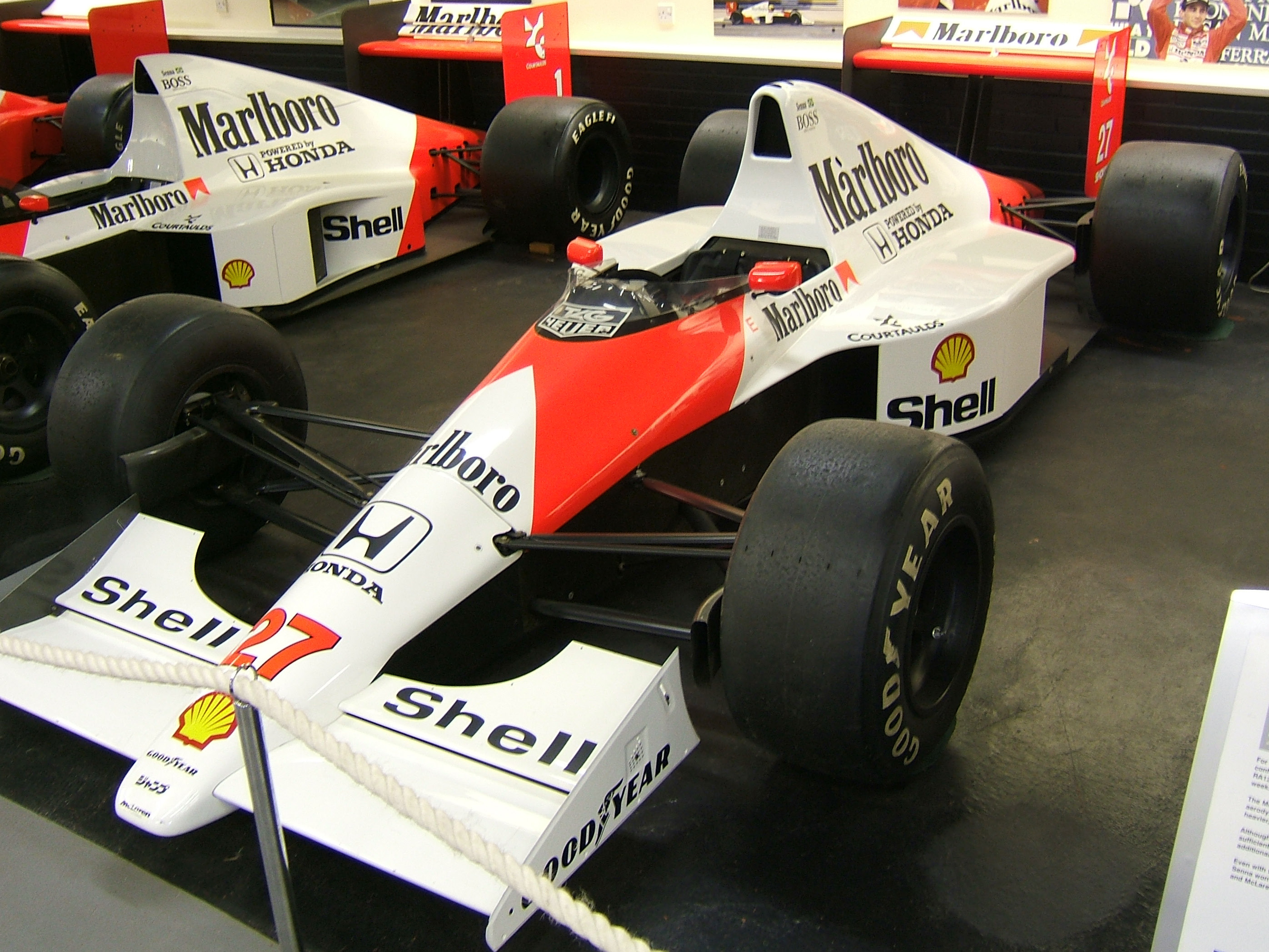
MP4/5B de 1990

## Resultados[1][2]
(legenda) (em negrito indica pole position e itálico volta mais rápida)
| Ano  | Chassi | Motor            | Pneus | N° | Pilotos        | 1   | 2   | 3   | 4   | 5   | 6   | 7   | 8   | 9   | 10  | 11  | 12  | 13  | 14  | 15   | 16  | Pontos | Posição |  |
| ---- | ------ | ---------------- | ----- | -- | -------------- | --- | --- | --- | --- | --- | --- | --- | --- | --- | --- | --- | --- | --- | --- | ---- | --- | ------ | ------- |  |
|      |        |                  |       |    |                |     |     |     |     |     |     |     |     |     |     |     |     |     |     |      |     |        |         |  |
|      |        |                  |       |    |                | BRA | SMR | MON | MEX | USA | CAN | FRA | GBR | GER | HUN | BEL | ITA | POR | ESP | JAP  | AUS |        |         |  |
| 1989 | MP4/5  | Honda RA109E V10 | G     | 1  | Ayrton Senna   | 11  | 1   | 1   | 1   | Ret | 7†  | Ret | Ret | 1   | 2   | 1   | Ret | Ret | 1   | DSQ  | Ret | 141*   | 1°      |  |
| 1989 | MP4/5  | Honda RA109E V10 | G     | 2  | Alain Prost*   | 2   | 2   | 2   | 5   | 1   | Ret | 1   | 1   | 2   | 4   | 2   | 1   | 2   | 3   | Ret* | Ret | 141*   | 1°      |  |
|      |        |                  |       |    |                |     |     |     |     |     |     |     |     |     |     |     |     |     |     |      |     |        |         |  |
|      |        |                  |       |    |                | USA | BRA | SMR | MON | CAN | MEX | FRA | GBR | GER | HUN | BEL | ITA | POR | ESP | JAP  | AUS |        |         |  |
| 1990 | MP4/5B | Honda RA100E V10 | G     | 27 | Ayrton Senna*  | 1   | 3   | Ret | 1   | 1   | 20† | 3   | 3   | 1   | 2   | 1   | 1   | 2   | Ret | Ret* | Ret | 121*   | 1°      |  |
| 1990 | MP4/5B | Honda RA100E V10 | G     | 28 | Gerhard Berger | Ret | 2   | 2   | 3   | 4   | 3   | 5   | 14† | 3   | 16† | 3   | 3   | 4   | Ret | Ret  | 4   | 121*   | 1°      |  |

* Campeão da temporada
† Completou mais de 90% da distância da corrida.